# Уједињена ромска партија Косова
Уједињена ромска партија Косова (алб. Partia Rome e Bashkuar e Kosovës, ромс. Partia Romani Yekhipeski pi Kosova) је политичка странка у Републици Косово. Залаже се за интересе ромске мањине.